# قبعة فريجية

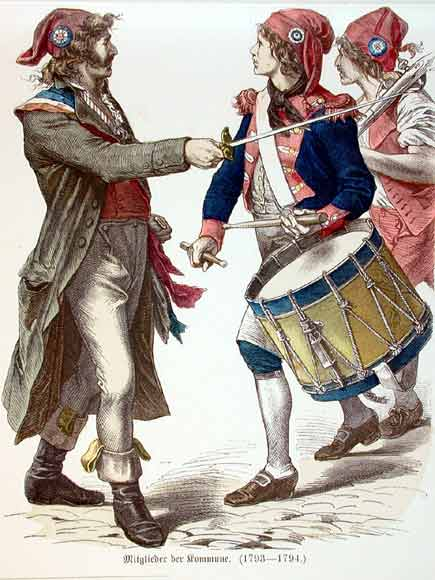
ثوار فرنسيون يرتدون قبعات فريجية

قبعة فريجية (بالفرنسية: Bonnet phrygien)‏ (بالإنجليزية: Phrygian cap)‏ وتُسمى أيضا قبعة الحرية (بالفرنسية: bonnet de la liberté)‏ (بالإنجليزية: liberty cap)‏ هي قبعة مخروطية الشكل، لينة ومسحوبة إلى الخلف. تعود إلى العصور القديمة لعديد من الشعوب في أوروبا الشرقية والأناضول، وأخذت اسمها من فريجيا في تركيا. في بداية أوروبا الحديثة، أستعملت للدلالة على الحرية وذلك بسبب الخلط بينها وبين قبعة بيوس التي ارتداها العبيد المحررون في روما القديمة. ولذلك، تسمى القبعة الفريجية بقبعة الحرية؛ وتستخدم في تمثيلات فنية للتدليل على الحرية والسعي إليها.
|  |  |  |